# Gorgonoglavci
Gorgonoglavci (znanstveno ime Gorgonocephalidae) je družina morskih iglokožcev, ki je svoje ime dobila po mitološki pošasti gorgoni. Zanje so značilni razčlenjeni kraki, katerih konci spominjajo na zvijanje kač, po čemer je Ljunngman dobil navdih za poimenovanje družine. 
Gorgonoglavci so največji kačjerepi, saj lahko posamezni krak vrste Gorgonocephalus stimpsoni doseže do 70 cm in ima premer diska do 14 cm.

## Sistematika in filogenija
Družino sestavljajo naslednji rodovi:
| - Asteroporpa Örsted & Lütken v: Lütken, 1856 - Astracme Döderlein, 1927 - Astroboa Döderlein, 1911 - Astrocaneum Döderlein, 1911 - Astrochalcis Koehler, 1905 - Astrochele Verrill, 1878 - Astrochlamys Koehler, 1912 - Astrocladus Verrill, 1899 - Astroclon Lyman, 1879 - Astrocnida Lyman, 1872 - Astrocrius Döderlein, 1927 - Astrocyclus Döderlein, 1927 - Astrodendrum Döderlein, 1911 - Astrodictyum Döderlein, 1927 - Astroglymma Döderlein, 1927 - Astrogomphus Lyman, 1870 - Astrogordius Döderlein, 1911 - Astrohamma Döderlein, 1930 - Astrohelix Döderlein, 1930 | - Astroniwa McKnight, 2000 - Astrophyton Fleming, 1828 - Astroplegma Döderlein, 1927 - Astrosierra Baker, 1980 - Astrospartus Döderlein, 1911 - Astrothamnus Matsumoto, 1915 - Astrothorax Döderlein, 1911 - Astrothrombus H.L. Clark, 1909 - Astrotoma Lyman, 1875 - Astrozona Döderlein, 1930 - Conocladus H.L. Clark, 1909 - Gorgonocephalus Leach, 1815 - Ophiocrene Bell, 1894 - Ophiozeta Koehler, 1930 - Schizostella A.H. Clark, 1952 |

Fosilni ostanki gorgonoglavcev segajo v Miocen.